# 1970년대
1970년대는 1970년부터 1979년까지의 10년을 가리킨다.

## 국제 정치

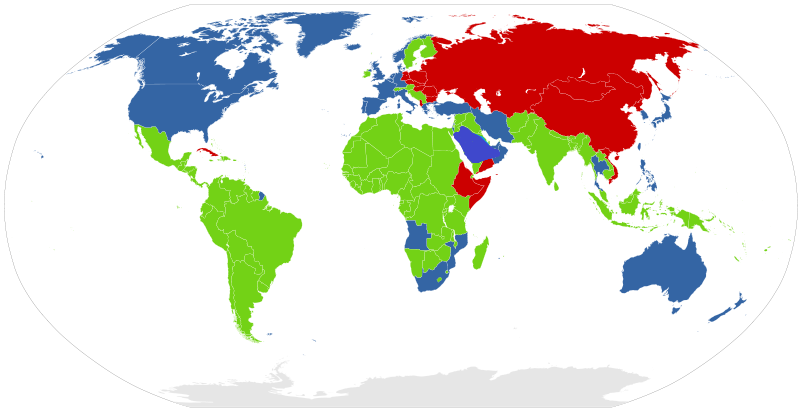
1970년대 세계의 블럭화 현황.
청색 - 서방권 동맹, 적색 - 공산권 동맹, 녹색 - 비동맹주의

1970년대 세계는 여전히 냉전의 한 복판에 있었지만 미국과 중국 사이의 핑퐁 외교를 시작으로 자본주의와 공산주의 두 진영의 긴장을 완화하는 데탕트가 시작되었다. 냉전의 가장 첨예한 대립지였던 한반도도 대한민국과 조선민주주의인민공화국이 평화통일의 원칙에 합의하는 7·4 남북 공동 성명을 발표한다. 그러나 이러한 긴장완화는 제한적이었으며 세계는 여전히 각종 전쟁과 무력 충돌을 겪고 있었다. 1960년대 중반부터 계속되오던 베트남 전쟁은 1973년 파리 평화 협정 이후 미군이 철수하면서 북베트남은 승리를 목전에 두었고 1975년 사이공 함락과 함께 종전을 맞았다. 이후로도 세계는 캄보디아 내전의 결과 크메르 루주가 집권하고, 칠레에서는 쿠데타를 통해 살바도르 아옌데의 정권을 붕괴시킨 아우구스토 피노체트가 독재 정치를 하는 것과 같은 크고 작은 갈등이 이어졌으며, 이들 뒤에는 공산권이던 미국을 비롯한 서방이던 냉전체제에 따른 강대국의 개입이 있었다. 1979년 소련은 아프가니스탄을 침공하였고, 이란에서는 호메이니가 이끄는 이란 혁명으로 팔레비 왕조가 붕괴하고 신권 정치를 표방하는 이슬람 공화국이 세워졌다.
1970년대는 국제적 분쟁 뿐만 아니라 각국의 내부적 갈등이 폭력적으로 분출된 시기이기도 하다. 이탈리아는 극단적 정치 이념을 지닌 사람들이 테러 활동을 벌이는 납탄 시대를 겪었고 영국은 북아일랜드의 독립을 요구하는 IRA를 표방하는 여러 단체들과 갈등을 겪었다. 1960년대 후반부터 전세계적인 영향을 끼친 청년 학생 운동의 일부가 1970년대를 거치며 극단화 하여 일본의 적군파나 독일 적군파, 이탈리아의 붉은 여단과 같은 테러 조직이 생겨나기도 하였다.

## 국제 경제
제2차 세계 대전 종전 이후 계속하여 고도 성장을 이루던 국제 경제는 1970년대에 들어 위기를 맞았다. 이른바 자본주의의 "황금기"였던 이 시기가 지나고 1970년대 초반부터 이윤율이 하락하면서 경제위기의 조짐을 보이기 시작하였고 1973년 일어난 중동전쟁과 그 여파에 따른 오일 쇼크로 국제 경제는 급격한 침체와 장기적인 불황을 겪었다. 오일 쇼크와 경제 위기는 냉전 체제의 각 블럭이 긴장 완화 정책을 취하게 만든 원인이었고 이후 1980년대의 GATT를 뛰어넘는 강력한 국제무역기구의 필요와 자유무역 확대 움직임으로 이어졌다.
세계적인 경기 침체 속에서도 동아시지역은 높은 경제 성장률을 보였다. 일본은 소득 배증 계획을 초과 달성하면서 1973년까지 "고도성장기"를 지냈고 대한민국, 홍콩, 싱가폴, 대만의 고도 성장 역시 이어져 아시아의 네 마리 용으로 불렸다.

## 문화
1970년대 대중문화의 세계적인 흐름은 미국이 압도적인 영향력을 발휘하였다. 헐리우드는 1970년대 중반부터 감소하고 있던 영화 관객들의 발길을 다시 극장으로 돌리기 위해 막대한 자금력으로 볼거리를 제공하는 블록버스터를 제작하였고 세계적인 성공을 거두었다. 1975년작 죠스는 최초의 블럭버스터 영화로 평가되며 이후 헐리우드의 영화 제작 기법은 전 세계에 영향을 주었다. 전후의 헐리우드 부흥기는 뉴 헐리우드로 불린다.
1970년대는 록 음악 과 헤비 메탈의 최대 전성기였다. 레드 제플린, 핑크 플로이드, 블랙 사바스, 딥 퍼플, 플리트우드 맥, AC/DC, 이글스, 퀸과 같은 록 밴드가 세계적인 명성을 누렸다. 한편 댄스 음악에서는 디스코가 전 세계를 열광시겼다. 디스크 자키의 주도 아래 춤을 추는 디스코 문화는 전 세계에 댄스 클럽이 세워지는 계기가 되었다.
1970년대는 비디오 게임이 본격화 된 시기이기도 하다. 1977년 9월 출시된 아타리 2600는 컴뱃, 팩맨과 같은 새로운 게임을 유행시켰다.

## 사건

### 전쟁
- 냉전

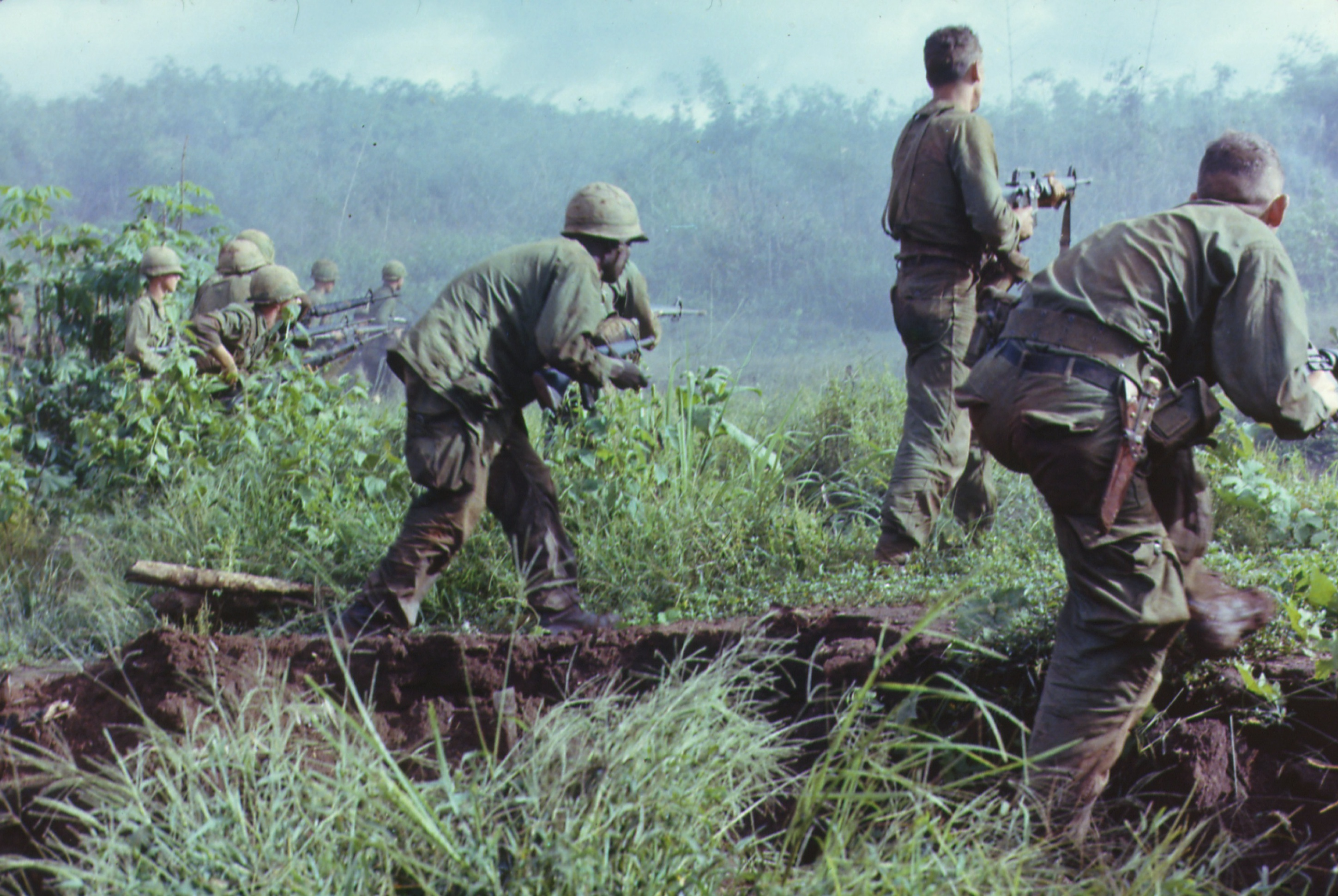
베트남 전쟁에 투입된 미군

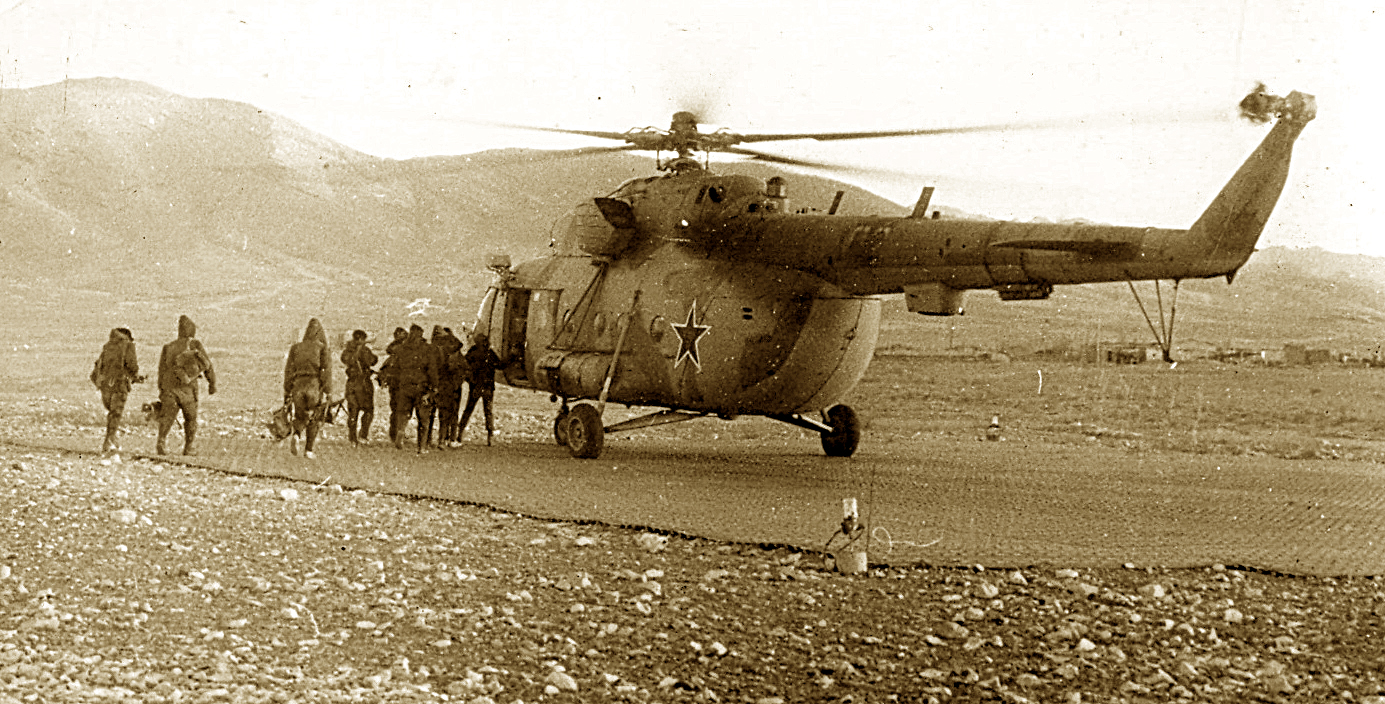
아프가니스탄에 투입된 소련군

1970년대는 1945년 이후 이어진 냉전의 한복판에 해당한다. 세계는 서방권과 공산권의 양진영과 비동맹주의 블럭으로 분할되었고 곳곳에서 전쟁이 있었다. 초강대국인 미국과 소련은 억지이론에 따라 핵무기 경쟁을 하면서도 핵전쟁으로 인한 공멸을 두려워하여 직접 충돌하지는 않았다. 대신 지구의 곳곳에서는 이들이 대립이 배경이 되는 대리전이 일어났다.
- - 베트남 전쟁은 1975년 사이공 함락까지 계속되었다.
  - 1979년 소련의 침공으로 시작된 소련–아프가니스탄 전쟁은 1989년까지 계속 되었다.
  - 1975년 시작된 앙골라 내전은 신생독립국 앙골라에서 공산진영과 반공세력 사이에 벌어진 내전으로 세기를 바꾸어 2002년까지 지속되었다.
  - 1967년 시작된 캄보디아 내전 역시 1975년까지 지속되었고 내전에서 승리한 크메르 루주는 수 많은 인명을 학살하여 캄포디아를 킬링필드로 바꾸었다.
  - 1974년 시작된 에티오피아 내전 역시 이념 갈등을 배경으로 1991년까지 지속되었다.
  - 1971년 시작된 방글라데시 독립전쟁의 결과 파키스탄은 서파키스탄과 동파키스탄으로 분리되었고 이후 서파키스탄은 파키스탄으로 동파키스탄은 방글라데시로 국명을 바꾸었다. 1971년 서파키스탄의 무자비한 집단 학살이 있었다.
  - 1976년 판문점 도끼만행사건은 남북의 군사적 긴장을 크게 높인 사건이었다.

- 1970년대 전쟁의 또 다른 한 축은 종교나 민족을 앞세운 폭력 대결이었다.
  - 영국으로부터 독립한 인도와 파키스탄은 지속적인 갈등을 보였고 1971년 인도가 방글라데시 독립전쟁에 개입함으로써 1971년 인도-파키스탄 전쟁이 일어났다.
  - 이스라엘 건국 이후 지속된 아랍-이스라엘 분쟁은 1970년대에도 계속되었다. 1973년 이집트의 공격으로 시작된 욤키푸르 전쟁은 양측 모두 큰 희생을 치른 뒤 정전 협정을 맺었지만, 아랍 석유 수출국 기구가 전쟁 당시 이스라엘을 지원한 나라에 대해 석유 금수 조치를 내리면서 1973년 석유 위기가 발생하였다. 이후 세계는 간간이 자원 무기화에 따른 위기를 겪고 있다.
  - 1974년 튀르키예는 키프로스를 침략하여 북부 지역을 점령하였다.
  - 1975년 인도네시아는 동티모르를 점령하였다.
  - 1975년 시작된 레바논 내전은 1990년까지 이어졌고 다종교 다문화 사회인 레바논 내의 종교적 갈등 격화를 가져왔다. 레바논 내전은 또한 냉전에 따른 초강대국의 대리전 양상을 띄기도 하였다.
  - 1977년 소말리아의 에티오피아 침공으로 오가덴 전쟁이 일어났다. 지역 패권을 두고 일어난 이 전쟁에서 소련과 쿠바가 에티오피아를 지원하였고 그 결과 소말리아는 패전 이후 소말리아 내전의 상황에 놓이게 되어 이후 오랫동안 제대로 된 중앙 정부가 없는 권력 공백을 겪게 되었다.
  - 1978년 동아프리카의 패권을 두고 우간다-탄자니아 전쟁이 일어났다.

- 제2차 세계 대전 이후 세계는 탈식민지화의 물결로 각지에서 독립전쟁이 일어나 신생독립국들이 탄생하였다. 이러한 흐름은 1970년대에 까지 이어져 포르투갈 식민지 전쟁과 같은 독립 운동이 지속되었다. 포르투갈은 1974년 카네이션 혁명으로 해외 식민지를 포기하였다.

### 정변

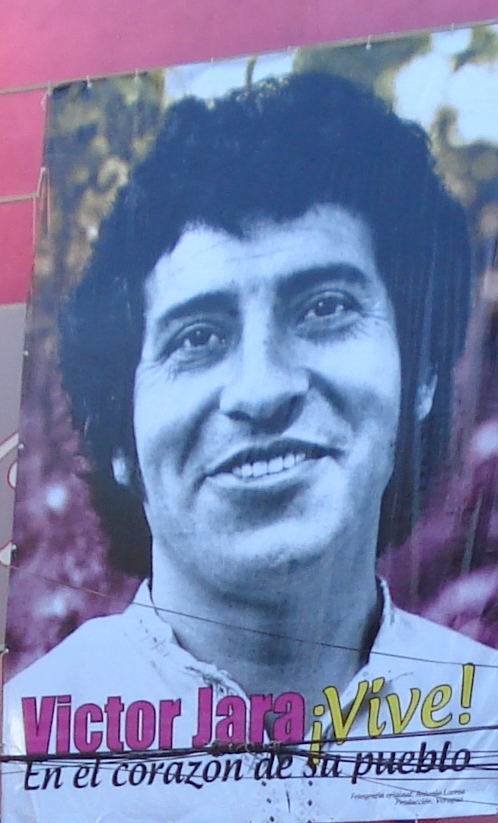
칠레의 가수 빅토르 하라는 1973년 피노체트의 쿠데타에 반대하다 살해되었다.

1970년대는 쿠데타에 의한 정변이 끊이지 않았다. 이러한 정변의 상당수는 미국이나 소련이 배후에 있었다.
- 1970년 시리아, 하페즈 알아사드
- 1971년 우간다, 이디 아민
- 1973년 칠레, 아우구스토 피노체트
- 1974년 에티오피아, 아만 안돔/멩기스투 하일레 마리암
- 1975년 방글라데시, 방글라데시 육군
- 1976년 아르헨티나, 호르헤 라파엘 비델라/프로세소
- 1979년 대한민국, 전두환/하나회 (12·12 군사 반란)

### 스포츠
- FIFA 월드컵
  - 1970년 FIFA 월드컵 (멕시코)
  - 1974년 FIFA 월드컵 (서독)
  - 1978년 FIFA 월드컵 (아르헨티나)

- 하계 올림픽
  - 1972년 하계 올림픽 (뮌헨) - 검은 9월단 사건이 일어났다.
  - 1976년 하계 올림픽 (1976년 하계 올림픽) - 양정모가 레슬링에서 대한민국 최초의 올림픽 금메달을 획득하였다.

- 동계 올림픽
  - 1972년 동계 올림픽 (삿포로)
  - 1976년 동계 올림픽 (인스부르크)

### 영화

1977년 처음 등장한 《스타워즈》 시리즈는 최근까지도 계속되어 제작되고 있다.

1970년대의 영화 산업은 뉴 헐리우드로 대표되는 미국 영화의 세계적 흥행과 홍콩 영화, 일본 영화와 같은 아시아지역 영화들의 독특한 발전이 있었다.
- 헐리우드 영화
  - 1972년 《대부》
  - 1975년 《죠스》
  - 1977년 《스타워즈》
  - 1979년 《지옥의 묵시록》

### 대한민국
- 1970년 새마을운동 시작
- 1972년 7·4 남북 공동 성명 / 유신헌법으로 박정희의 종신 집권
- 1973년 김대중 납치 사건
- 1974년 서울 지하철 1호선 개통 / 육영수 저격 사건 / 민청학련 사건
- 1975년 인민혁명당 사건 관계자 사형
- 1976년 코리아게이트 / 판문점 도끼만행사건 / 에버랜드(자연농원) 준공.
- 1977년 이리역 폭발 사고
- 1978년 세종문화회관 준공 / 대한항공 902편 격추 사건
- 1979년 부마 민주 항쟁 / 10·26 사건 / 12·12 군사 반란